# Línea 190B (Interurbanos Madrid)

Esquema de dársenas del intercambiador subterráneo de Plaza de Castilla

La línea 190B de la red de autobuses interurbanos de Madrid unía la terminal subterránea de autobuses de Plaza de Castilla con Cantalejo a través de la A-1, la N-1 y la N-110 y diversas carreteras secundarias.
En la década de 2010, dejó de funcionar y sus servicios de transporte fueron sustituidos por nuevos recorridos de autobuses interurbanos.

## Características
Esta línea unía multitud de municipios de la Sierra Norte de Madrid y municipios de la Provincia de Segovia además de Cantalejo, su cabecera, con Madrid en aproximadamente 3 horas.
Estaba operada por la empresa ALSA mediante concesión administrativa del Ministerio de Transportes como línea interregional (la antigua VAC-020 Madrid - Burgo de Osma, con hijuelas), además de una concesión del Consorcio Regional de Transportes de Madrid (VCM-103 - Madrid - Buitrago - Rascafría) en lo que respecta al recorrido dentro de la Comunidad de Madrid. Esta situación se da únicamente en las líneas 190A y 190B dentro del corredor 1.
Actualmente los recorridos dentro de Madrid hasta Somosierra se encuentran bajo la línea 191 y línea 193, y aquellos fuera de la Comunidad de Madrid bajo otras concesiones estatales.
La concesión dentro de la Comunidad de Madrid VCM-103 - Madrid - Buitrago - Rascafría (Viajeros Comunidad de Madrid) sigue actualmente vigente (también operada por ALSA), mientras que la concesión VAC-020 Madrid - Burgo de Osma, con hijuelas (Viajeros Administración Central) fue disuelta e incluida en la concesión VAC-118 - Fuentenebro - Madrid, con hijuelas. Actualmente esa concesión tampoco existe, siendo el recorrido entre Madrid y Cantalejo realizado por la concesión VAC-242 - Madrid - Aranda de Duero - El Burgo de Osma por AISA hasta Santo Tomé del Puerto, y diversas concesiones  VACL (Viajeros Administración Castilla y León) por Automóviles Galo Álvarez S.A.U. (Linecar) que circulan por la carretera N-110 y las diversas carreteras secundarias que unen los pueblos hasta Cantalejo.
La denominación como línea 190B por el CRTM servía únicamente para identificarla dentro del resto de líneas que operaban dentro de la Comunidad de Madrid. Técnicamente, la línea 190B correspondía a la ruta número 5 de la concesión VAC-020 Madrid - Burgo de Osma, con hijuelas, denominada Madrid - Cantalejo (por La Matilla).
Es frecuente encontrar marquesinas donde aún se aprecian las pegatinas de las líneas de la parada el número 190B, que aún no ha sido retirado.
La línea mantenía los mismos horarios todo el año (exceptuando las vísperas de festivo y festivos de Navidad).

## Horarios
| Lunes a sábados laborables | Domingos y festivos |
| Madrid > Cantalejo         | Madrid > Cantalejo  |
| 17:00                      | 9:00                |
| Cantalejo > Madrid         | Cantalejo > Madrid  |
| 9:00                       | 17:00               |

## Recorrido y paradas

### Nota importante
Las paradas que se describen a continuación (tanto de ida como de vuelta) fueron aquellas que realizaba la línea antes de ser suprimida. En la actualidad, algunas paradas aquí mostradas pueden haber sido suprimidas, cambiadas de nombre o realizadas por líneas distintas (que han modificado su recorrido, se han creado o suprimido tras la supresión de la línea 190B). Para una información actualizada de las paradas actuales que realizan otras líneas, consultar sus páginas correspondientes.

### Sentido Cantalejo
La línea iniciaba su recorrido en el intercambiador subterráneo de Plaza de Castilla, en la dársena 35, en este punto se establece correspondencia con todas las líneas de los corredores 1 y 7 con cabecera en el Intercambiador de Plaza de Castilla. En la superficie efectúan parada varias líneas urbanas con las que tiene correspondencia, y a través de pasillos subterráneos enlaza con las líneas 1, 9 y 10 del Metro de Madrid.
Tras abandonar los túneles del intercambiador subterráneo, la línea salía al paseo de la Castellana, donde tenía una primera parada frente al Hospital La Paz. A partir de aquí salía por la M-30 hasta el nudo de Manoteras y tomaba la A-1.
La línea circula por la A-1 hasta la salida de Alcobendas, donde circula por la avenida Olímpica (1 parada), la calle de Francisca Delgado y el bulevar de Salvador Allende, de igual manera que circula después por el paseo de Europa de San Sebastián de los Reyes (1 parada).
Al final del paseo de Europa sale a la N-1 y posteriormente a la A-1, por la que prosigue su recorrido con algunas paradas junto a las urbanizaciones y zonas industriales de la autovía situadas entre San Sebastián de los Reyes y San Agustín del Guadalix (3 paradas).
La línea entra y sale de la A-1 para dar servicio a los cascos urbanos de San Agustín del Guadalix (1 parada) y El Molar (2 paradas), teniendo después una parada junto a la desviación de El Vellón.
De nuevo entra y sale de la A-1 para dar servicio a los cascos urbanos de Venturada (1 parada), Cabanillas de la Sierra (1 paradas), La Cabrera (1 paradas), Lozoyuela (1 parada) y Buitrago del Lozoya (1 parada).
En la autovía efectuaba paradas junto a las desviaciones de La Serna del Monte, Aoslos, y de nuevo salía de la autovía para efectuar parada en los cascos urbanos de Robregordo y Somosierra.
A partir de Somosierra abandona la Comunidad de Madrid, teniendo una parada en Santo Tomé del Puerto antes de dejar la A-1 para incorporarse a la N-110 en dirección a Segovia.
Dentro de esta carretera, la línea tiene parada en Siguero, Sigueruelo, Casla, Prádena y Arcones, donde empieza su recorrido por carreteras secundarias, teniendo parada en Huerta, Sanchopedro, Valleruela de Sepúlveda, La Matilla, San Pedro de Gaíllos, Rebollar, Valdesimonte, Aldeonsancho, Sebúlcor y, por último, llega a Cantalejo, teniendo su cabecera en este municipio segoviano.
| Código                  | Zona                    | Localidad                  | Denominación                                          | Ubicación                                           | Líneas de la parada | Metro             |
| ----------------------- | ----------------------- | -------------------------- | ----------------------------------------------------- | --------------------------------------------------- | --- | ----------------- |
| 17470F                  |                         | Madrid                     | Intercambiador de Plaza de Castilla - Dársena 35      | Avenida de Asturias Nº2                             | 190A190B 194 196 199 | Plaza de Castilla |
| 3253                    |                         | Madrid                     | Paseo de la Castellana - Hospital La Paz              | Paseo de la Castellana Nº304 - Acceso Nudo Norte    | 173 174 176 151 152C 153 154C 155 155B 156 157 157C 159 161 166171 181 182 183 184 185 190A190B191193194195196197199N101 N102 N103 | Begoña            |
| 06692                   |                         | Alcobendas                 | Avenida Olímpica - Pabellón deportivo                 | Avenida Olímpica Nº5                                | 151 152A152B152C 153 153B154A154C 156 158 161 166 171 181 182 183 190B191193194195196197199N103                                    |                   |
| 06693                   |                         | San Sebastián de los Reyes | Paseo de Europa - Calle de María Santos Colmenar      | Paseo de Europa S/N.º                               | 180 181 182 183 190B 191 193 194 195 196 197 199N103                                                                               |                   |
| 06697                   |                         | San Sebastián de los Reyes | Carretera A-1 - Urbanización Fuente del Fresno        | N-1 km. 23,4                                        | 166 171 190B 191 193 194 195 196 199                                                                                               |                   |
| 06700                   |                         | San Sebastián de los Reyes | Carretera A-1 - Circuito del Jarama                   | N-1 km. 26                                          | 171 190B 191 193 194 195 196 199                                                                                                   |                   |
| 15990                   |                         | San Agustín del Guadalix   | Carretera A-1 - Calle Salguerilla                     | N-1 km. 32,1                                        | 190B 191 193 194 195 196 199 |                   |
| xxxxx                   |                         | San Agustín del Guadalix   | Calle del Búho Real Nº3                               | Calle del Búho Real Nº3                             | 190B |                   |
| 10329                   |                         | El Molar                   | Plaza Mayor - Ayuntamiento                            | Plaza Mayor S/N.º                                   | 190B 191 193 194 195 196 199 |                   |
| 09939                   |                         | El Molar                   | Calle de la Rosaleda - Urbanización Vistasierra       | Calle de la Rosaleda Nº51                           | 190B 193 |                   |
| 17974                   | [ 10 ]                  | Pedrezuela                 | Carretera A-1 - Cruce de El Vellón                    | A-1 km. 47                                          | 190B 191 193 193A 194 195 196 197D 199                                                                                             |                   |
| 10340                   |                         | Venturada                  | Venturada - Carretera de Irún                         | Carretera de Irún Nº10                              | 190B 191 193 193A 194 195 196 197C 199                                                                                             |                   |
| xxxxx                   |                         | Cabanillas de la Sierra    | N-1 km. 54                                            | N-1 km. 54                                          | 190B |                   |
| 10346                   |                         | La Cabrera                 | Avenida de La Cabrera - Calle de Luis Fernández Urosa | Avenida de La Cabrera Nº28                          | 190B 191 193 194 195 196 197B 199                                                                                                  |                   |
| 10347                   |                         | Lozoyuela                  | Avenida de Madrid - Ayuntamiento                      | Avenida de Madrid Nº82                              | 190B 191 194 194A 195 195A 195B 196                                                                                                |                   |
| 12545B                  |                         | Buitrago del Lozoya        | Avenida de Madrid - Calle Real                        | Avenida de Madrid Nº10                              | 190A190B 191 191A 191B 195B 196 |                   |
| 10390                   |                         | La Serna del Monte         | Carretera A-1 - Cruce de La Serna del Monte           | A-1 km. 80                                          | 190A190B 191 |                   |
| 10034                   |                         | Aoslos                     | Carretera A-1 - Cruce de Aoslos                       | A-1 km. 84,5                                        | 190A190B 191 |                   |
| 19230                   |                         | Robregordo                 | Robregordo - Calle de las Eras                        | Calle Balgares Nº52                                 | 190A190B 191 191B |                   |
| 10394                   |                         | Somosierra                 | Somosierra - Carretera de Irún                        | Carretera de Irún Nº2                               | 190A190B 191 191B |                   |
| Santo Tomé del Puerto   | Santo Tomé del Puerto   | Santo Tomé del Puerto      | Venta Juanilla - N-1 km. 99                           | Venta Juanilla - N-1 km. 99                         | 190A190B |                   |
| Siguero                 | Siguero                 | Siguero                    | Plaza confluencia calles Toriles, Huertos e Iglesia   | Plaza confluencia calles Toriles, Huertos e Iglesia | 190B |                   |
| Sigueruelo              | Sigueruelo              | Sigueruelo                 | N-110 km. 140 - Calle Real                            | N-110 km. 140 - Calle Real                          | 190B |                   |
| Casla                   | Casla                   | Casla                      | Bar Los Enebros - Calle Real                          | Bar Los Enebros - Calle Real                        | 190B |                   |
| Prádena                 | Prádena                 | Prádena                    | Bar La Portada - La Plaza                             | Bar La Portada - La Plaza                           | 190B |                   |
| Arcones                 | Arcones                 | Arcones                    | Plaza Mayor                                           | Plaza Mayor                                         | 190B |                   |
| Huerta                  | Huerta                  | Huerta                     | La Ermita                                             | La Ermita                                           | 190B |                   |
| Sanchopedro             | Sanchopedro             | Sanchopedro                | Calle de las Casas Altas                              | Calle de las Casas Altas                            | 190B |                   |
| Valleruela de Sepúlveda | Valleruela de Sepúlveda | Valleruela de Sepúlveda    | Entrada del pueblo                                    | Entrada del pueblo                                  | 190B |                   |
| La Matilla              | La Matilla              | La Matilla                 | Plaza del pueblo                                      | Plaza del pueblo                                    | 190B |                   |
| San Pedro de Gaíllos    | San Pedro de Gaíllos    | San Pedro de Gaíllos       | Plaza del pueblo                                      | Plaza del pueblo                                    | 190B |                   |
| Rebollar                | Rebollar                | Rebollar                   | Bar Rebollar                                          | Bar Rebollar                                        | 190B |                   |
| Valdesimonte            | Valdesimonte            | Valdesimonte               | Calle Descanso                                        | Calle Descanso                                      | 190B |                   |
| Aldeonsancho            | Aldeonsancho            | Aldeonsancho               | Calle de la Fuente                                    | Calle de la Fuente                                  | 190B |                   |
| Sebúlcor                | Sebúlcor                | Sebúlcor                   | Plaza de la Iglesia                                   | Plaza de la Iglesia                                 | 190B |                   |
| Cantalejo               | Cantalejo               | Cantalejo                  | Bar Frontón - Plaza Alcázar de Toledo                 | Bar Frontón - Plaza Alcázar de Toledo               | 190B |                   |

### Sentido Madrid (Plaza de Castilla)
El recorrido en dirección a Madrid es igual al de ida pero en sentido contrario excepto en determinados puntos:
- Dentro de Alcobendas, circula por el bulevar de Salvador Allende en lugar de por la avenida Olímpica, parando en un punto sólo para el descenso de viajeros.

| Código                  | Zona                    | Localidad                  | Denominación                                          | Ubicación                                           | Líneas de la parada                                                                                                 | Metro             |
| ----------------------- | ----------------------- | -------------------------- | ----------------------------------------------------- | --------------------------------------------------- | --- | ----------------- |
| Cantalejo               | Cantalejo               | Cantalejo                  | Bar Frontón - Plaza Alcázar de Toledo                 | Bar Frontón - Plaza Alcázar de Toledo               | 190B |                   |
| Sebúlcor                | Sebúlcor                | Sebúlcor                   | Plaza de la Iglesia                                   | Plaza de la Iglesia                                 | 190B |                   |
| Aldeonsancho            | Aldeonsancho            | Aldeonsancho               | Calle de la Fuente                                    | Calle de la Fuente                                  | 190B |                   |
| Valdesimonte            | Valdesimonte            | Valdesimonte               | Calle Descanso                                        | Calle Descanso                                      | 190B |                   |
| Rebollar                | Rebollar                | Rebollar                   | Bar Rebollar                                          | Bar Rebollar                                        | 190B |                   |
| San Pedro de Gaíllos    | San Pedro de Gaíllos    | San Pedro de Gaíllos       | Plaza del pueblo                                      | Plaza del pueblo                                    | 190B |                   |
| La Matilla              | La Matilla              | La Matilla                 | Plaza del pueblo                                      | Plaza del pueblo                                    | 190B |                   |
| Valleruela de Sepúlveda | Valleruela de Sepúlveda | Valleruela de Sepúlveda    | Entrada del pueblo                                    | Entrada del pueblo                                  | 190B |                   |
| Sanchopedro             | Sanchopedro             | Sanchopedro                | Calle de las Casas Altas                              | Calle de las Casas Altas                            | 190B |                   |
| Huerta                  | Huerta                  | Huerta                     | La Ermita                                             | La Ermita                                           | 190B |                   |
| Arcones                 | Arcones                 | Arcones                    | Plaza Mayor                                           | Plaza Mayor                                         | 190B |                   |
| Prádena                 | Prádena                 | Prádena                    | Bar La Portada - La Plaza                             | Bar La Portada - La Plaza                           | 190B |                   |
| Casla                   | Casla                   | Casla                      | Bar Los Enebros - Calle Real                          | Bar Los Enebros - Calle Real                        | 190B |                   |
| Sigueruelo              | Sigueruelo              | Sigueruelo                 | N-110 km. 140 - Calle Real                            | N-110 km. 140 - Calle Real                          | 190B |                   |
| Siguero                 | Siguero                 | Siguero                    | Plaza confluencia calles Toriles, Huertos e Iglesia   | Plaza confluencia calles Toriles, Huertos e Iglesia | 190B |                   |
| Santo Tomé del Puerto   | Santo Tomé del Puerto   | Santo Tomé del Puerto      | Venta Juanilla - N-1 km. 99                           | Venta Juanilla - N-1 km. 99                         | 190A190B |                   |
| 10395                   |                         | Somosierra                 | Somosierra - Carretera de Irún                        | Carretera de Irún S/N.º                             | 190A190B 191 191B                                                                                                   |                   |
| 19231                   |                         | Robregordo                 | Robregordo - Calle de las Eras                        | Calle Balgares Nº67                                 | 190A190B 191 191B                                                                                                   |                   |
| 10036                   |                         | Aoslos                     | Carretera A-1 - Cruce de Aoslos                       | A-1 km. 84,5                                        | 190A190B 191 191B                                                                                                   |                   |
| 10391                   |                         | La Serna del Monte         | Carretera A-1 - Cruce de La Serna del Monte           | A-1 km. 80,4                                        | 190A190B 191 |                   |
| 12545                   |                         | Buitrago del Lozoya        | Avenida de Madrid - Calle Real                        | Avenida de Madrid Nº10                              | 190A190B 191 191D 191E 194A 195A 196                                                                                |                   |
| 10348                   |                         | Lozoyuela                  | Avenida de Madrid - Ayuntamiento                      | Avenida de Madrid Nº85                              | 190B 191 194 195 196                                                                                                |                   |
| 10345                   |                         | La Cabrera                 | Avenida de La Cabrera - Calle de Luis Fernández Urosa | Avenida de La Cabrera Nº23                          | 190B 191 193 194 195 196 197B 199                                                                                   |                   |
| xxxxx                   |                         | Cabanillas de la Sierra    | N-1 km. 54                                            | N-1 km. 54                                          | 190B |                   |
| 10341                   |                         | Venturada                  | Venturada - Carretera de Irún                         | Carretera de Irún Nº7                               | 190B 191 193 193A 194 195 196 197C 199                                                                              |                   |
| 16450                   |                         | Pedrezuela                 | Carretera A-1 - Cruce de El Vellón                    | A-1 km. 47                                          | 190B 191 193 193A 194 195 196 197D 199                                                                              |                   |
| 09649                   |                         | El Molar                   | Plaza Mayor - Calle de la Fuente                      | Plaza Mayor Nº10                                    | 190B 191 193 193A 194 195 196 197D 199                                                                              |                   |
| xxxxx                   |                         | San Agustín del Guadalix   | Calle del Búho Real Nº3                               | Calle del Búho Real Nº3                             | 190B |                   |
| 06720                   |                         | San Sebastián de los Reyes | Carretera A-1 - Circuito del Jarama                   | N-1 S/N.º                                           | 171 190B 191 193 194 195 196 199                                                                                    |                   |
| 06723                   |                         | San Sebastián de los Reyes | Carretera A-1 - Urbanización Fuente del Fresno        | N-1 km. 23,4                                        | 166 171 190B 191 193 194 195 196 199                                                                                |                   |
| 06751                   |                         | San Sebastián de los Reyes | Paseo de Europa - Parque Picos de Olite               | Paseo de Europa Nº26                                | 171 180 181 182 183 184 190B 191 193 194 195 196 197 199N103                                                        |                   |
| 06752                   |                         | Alcobendas                 | Bulevar de Salvador Allende - Calle de Soria          | Bulevar de Salvador Allende Nº19                    | 181 182 183 184 190B191193194195196197199N103                                                                       |                   |
| 10550                   |                         | Madrid                     | Paseo de la Castellana - Hospital La Paz              | Paseo de la Castellana Nº296                        | 151 152C 153 154C 155 155B 156 157 157C 159 161 166181 182 183 184 185 190A 190B191193194195196197199N101 N102 N103 | Begoña            |
| 17470                   |                         | Madrid                     | Intercambiador de Plaza de Castilla                   | Avenida de Asturias Nº2                             | Descenso en las dársenas 38 y 39.                                                                                   | Plaza de Castilla |